# Frederick G. Payne
Frederick G. Payne (Lewiston, 1904. július 24. – Waldoboro, 1978. június 15.) az Amerikai Egyesült Államok szenátora (Maine, 1953–1959).